# اویگن کورودی
اویگن کورودی (آلمانی: Eugen Corrodi; ۲ ژوئیهٔ ۱۹۲۲ – ۷ سپتامبر ۱۹۷۵) بازیکن فوتبال اهل سوئیس بود.
از باشگاه‌هایی که در آن بازی کرده‌است می‌توان به باشگاه فوتبال لوگانو و باشگاه فوتبال گراس‌هاپر زوریخ اشاره کرد.
وی همچنین در تیم ملی فوتبال سوئیس بازی کرده‌است.